# ATA Tasiilaq
Ammassalimmi Timersoqatigiiffik Ammassak (kurz ATA Tasiilaq) ist ein grönländischer Fußballverein aus Tasiilaq.

## Geschichte
ATA Tasiilaq wurde 1960 gegründet und war der erste Fußballverein Ostgrönlands.  Der Vereinsname bedeutet übersetzt „Sportverein in Ammassalik Lodde“ und nimmt Bezug auf die Bedeutung des früheren Namens von Tasiilaq.
Der Verein ist erstmals 1990 als Teilnehmer der Grönländischen Fußballmeisterschaft bezeugt, als er in der zu Nuuk gehörigen Qualifikationsgruppe antrat, sich aber nicht für die Schlussrunde qualifizieren konnte. Im Folgejahr schied die Mannschaft in der Vorrunde aus. 1992 trat die Mannschaft wieder in der Vorrunde in Nuuk an, verlor aber alle Qualifikationsspiele. Auch 1995 wurde die Mannschaft Gruppenletzter in der mittelgrönländischen Qualifikationsgruppe. 1996 nahm ATA Tasiilaq erstmals an der Schlussrunde teil und erreichte den sechsten Platz. Im Folgejahr holte der Verein den fünften Platz. 1998 qualifizierte sich ATA Tasiilaq, indem er alle fünf Spiele in der mittelgrönländischen Qualifikationsgruppe gewann. In der Schlussrunde verlor der Verein jedoch alle vier Spiele und wurde Letzter. In den beiden Jahren darauf verzichtete der Verein auf eine Teilnahme. 2001 trat der Verein in der Qualifikation in Südgrönland an, verpasste aber die Schlussrunde. 2002 nahm der Verein mit drei Mannschaften an der Qualifikation teil, sodass erstmals eine ostgrönländische Mannschaft einen Startplatz in der Schlussrunde garantiert bekam. Die Erste Mannschaft konnte sich qualifizieren und belegte in der Schlussrunde den fünften Platz. Auch im Jahr darauf traten drei Mannschaften an. In der Schlussrunde erreichte ATA Tasiilaq aber nur den siebten Platz. 2004 wurde die Mannschaft Letzter. 2005 nahm keine Mannschaft aus Ostgrönland an der Schlussrunde teil. 2006 konnte sich ATA Tasiilaq wieder qualifizieren und gewann alle Spiele der Gruppenphase, belegte am Ende aber nur den vierten Platz. Für 2009 ist wieder eine ostgrönländische Qualifikationsrunde überliefert, die ATA Tasiilaq gewinnen konnte. Der Verein belegte aber nur den letzten Platz in der Schlussrunde. 2012 qualifizierte sich die Mannschaft ein weiteres Mal für die Schlussrunde, wurde aber wieder Letzter in der Gruppenphase. 2015 konnte sich der Verein erneut qualifizieren, zog sich aber zurück, womit schon zum zweiten Mal in Folge der ostgrönländische Teilnehmer den Start in der Schlussrunde zurückzog. Seither hat keine ostgrönländische Mannschaft mehr an der Meisterschaft teilgenommen. Im Jahr 2022 qualifizierte sich ATA Tasiilaq automatisch, da keine andere Mannschaft aus Ostgrönland teilnahm. Der Verein musste seine Teilnahme aber aus finanziellen Gründen zurückziehen.
Die Mannschaften ATA, ATA II und ATA Oldboys traten im Østgrønland Cup 2021 an, wobei ATA den Wettbewerb gewann.

## Platzierungen bei der Meisterschaft
- 1963/64: nicht teilgenommen
- 1966/67: nicht teilgenommen
- 1967/68: unbekannt
- 1969: unbekannt
- 1970: unbekannt
- 1971: unbekannt
- 1972: unbekannt
- 1973: unbekannt
- 1974: unbekannt
- 1975: unbekannt
- 1976: unbekannt
- 1977: unbekannt
- 1978: unbekannt
- 1979: unbekannt
- 1980: unbekannt
- 1981: unbekannt
- 1982: unbekannt
- 1983: unbekannt
- 1984: unbekannt
- 1985: unbekannt
- 1986: unbekannt
- 1987: unbekannt
- 1988: unbekannt
- 1989: unbekannt
- 1990: nicht qualifiziert
- 1991: nicht qualifiziert
- 1992: nicht qualifiziert
- 1993: nicht teilgenommen
- 1994: unbekannt
- 1995: nicht qualifiziert
- 1996: Platz 6 (von 8)
- 1997: Platz 5 (von 8)
- 1998: Platz 8 (von 8)
- 1999: nicht teilgenommen
- 2000: nicht teilgenommen
- 2001: nicht qualifiziert
- 2002: Platz 5 (von 8) (Erste Mannschaft), nicht qualifiziert (Zweite und Dritte Mannschaft)
- 2003: Platz 7 (von 8) (Erste Mannschaft), nicht qualifiziert (Zweite und Dritte Mannschaft)'
- 2004: Platz 8 (von 8)
- 2005: unbekannt
- 2006: Platz 4 (von 8)
- 2007: unbekannt
- 2008: unbekannt
- 2009: Platz 8 (von 8)
- 2010: nicht teilgenommen
- 2011: nicht teilgenommen
- 2012: Platz 9/10 (von 10)
- 2013: unbekannt
- 2014: nicht qualifiziert
- 2015: zurückgezogen
- 2016: unbekannt
- 2017: nicht teilgenommen
- 2018: nicht teilgenommen
- 2019: nicht teilgenommen
- 2020: nicht teilgenommen
- 2021: (nicht ausgetragen)
- 2022: Teilnahme zurückgezogen
- 2023: unbekannt
- 2024: von der Schlussrunde zurückgezogen